# 熊野郡
- 令制国一覧 > 山陰道 > 丹後国 > 熊野郡
- 日本 > 近畿地方 > 京都府 > 熊野郡

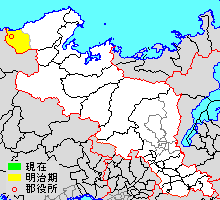
京都府熊野郡の位置

熊野郡（くまのぐん）は、京都府（丹後国）にあった郡。

## 郡域
1879年（明治12年）に行政区画として発足した当時の郡域は、京丹後市の一部（久美浜町各町）にあたる。

## 歴史

### 古代

#### 郷
『和名類聚抄』に記される郡内の郷。
- 田村郷
- 佐濃郷
- 川上郷
- 海部郷
- 久美郷

#### 式内社
『延喜式』神名帳に記される郡内の式内社。
| 神名帳              | 神名帳              | 神名帳 | 神名帳               | 比定社                     | 比定社                       | 比定社 | 集成 |
| 社名                | 読み                | 格     | 付記                 | 社名                       | 所在地                       | 備考   | 集成 |
| ------------------- | ------------------- | ------ | -------------------- | -------------------------- | ---------------------------- | ------ | ---- |
| 熊野郡 11座（並小） |                     |        |                      |                            |                              |        |      |
| 熊野神社            | クマノノ            | 小     |                      | （論）熊野神社             | 京都府京丹後市久美浜町甲山   |        |      |
| 熊野神社            | クマノノ            | 小     | （論）熊野若宮三神社 | 京都府京丹後市久美浜町品田 |                              |        |      |
| 熊野神社            | クマノノ            | 小     | （論）熊野新宮神社   | 京都府京丹後市久美浜町河梨 |                              |        |      |
| 意布伎神社          | イフキノ オ-        | 小     |                      | （論）伊吹神社             | 京都府京丹後市久美浜町油池   |        |      |
| 意布伎神社          | イフキノ オ-        | 小     | （論）意布伎神社     | 京都府京丹後市久美浜町三分 |                              |        |      |
| 伊豆志弥神社        | イツシミノ          | 小     |                      | 伊豆志弥神社               | 京都府京丹後市久美浜町出角   |        |      |
| 矢田神社            | ヤタノ              | 小     |                      | （論）矢田神社             | 京都府京丹後市久美浜町海士   |        |      |
| 矢田神社            | ヤタノ              | 小     | （論）矢田八幡神社   | 京都府京丹後市久美浜町佐野 |                              |        |      |
| 丸田神社            | マロタノ            | 小     |                      | 丸田神社                   | 京都府京丹後市久美浜町甲山   |        |      |
| 売布神社            | ヒメフノ            | 小     |                      | 売布神社                   | 京都府京丹後市久美浜町女布   |        |      |
| 衆良神社            | モロヨシノ オホヨシ | 小     |                      | 衆良神社                   | 京都府京丹後市久美浜町須田   |        |      |
| 三島田神社          | ミシマタノ          | 小     |                      | 三嶋田神社                 | 京都府京丹後市久美浜町金谷   |        |      |
| 神谷神社            | カムタニノ          | 小     |                      | 神谷太刀宮神社             | 京都府京丹後市久美浜町1314   |        |      |
| 村岳神社            | ムラヲカノ          | 小     |                      | 村岳神社                   | 京都府京丹後市久美浜町奥馬地 |        |      |
| 聞部神社            | キキヘノ            | 小     |                      | 聴部神社                   | 京都府京丹後市久美浜町友重   |        |      |
| 凡例を表示          |                     |        |                      |                            |                              |        |      |

### 近世以降の沿革
- 明治初年時点では全域が久美浜代官所が管轄する幕府領であった。「旧高旧領取調帳」に記載されている明治初年時点に存在した村は以下の通り。（53村）

市野々村、布袋野村、畑村、金谷村、市場村、出角村、新谷村、谷村、芦原村、島村、橋爪村、海士村、油池村、野中村、小桑村、安養寺村、二俣村、尉ヶ畑村、佐野村、郷村、永留村、円頓寺村、長野村、坂谷村、竹藤村、女布村、丸山村、壱分村、三原村、関村、大井村、三分村、鹿野村、平田村、浦明村、神崎村、甲山村、葛野村、湊宮村、大向村、蒲井村、久美浜村、神谷村、河梨村、奥馬地村、口馬地村、三谷村、栃谷村、坂井村、友重村、品田村、新庄村、須田村
- 慶応4年
  - 4月19日（1868年5月21日） - 府中裁判所の管轄となる。
  - 閏4月28日（1868年6月18日） - 久美浜県の管轄となる。
- 明治4年11月2日（1871年12月13日） - 第1次府県統合により豊岡県の管轄となる。
- 明治9年（1876年）8月21日 - 第2次府県統合により京都府の管轄となる。
- 明治12年（1879年）4月10日 - 郡区町村編制法の京都府での施行により、行政区画としての熊野郡が発足。郡役所が久美浜村に設置。

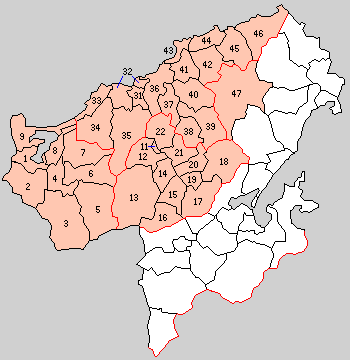
1.久美浜村 2.久美谷村 3.川上村 4.海部村 5.上佐濃村 6.下佐濃村 7.田村 8.神野村 9.湊村（橙：京丹後市 11 - 22は中郡 31 - 47は竹野郡）

- 明治22年（1889年）4月1日 - 町村制の施行により、下記の各村が発足。全域が現・京丹後市。（9村）
  - 久美浜村（単独村制）
  - 久美谷村 ← 神谷村、河梨村、口馬地村、奥馬地村、三谷村、栃谷村
  - 川上村 ← 市野々村、布袋野村、畑村、金谷村、市場村、出角村、須田村、新庄村
  - 海部村 ← 橋爪村、海士村、油池村、坂井村、友重村、品田村、新谷村、芦原村、島村、谷村
  - 上佐濃村 ← 尉ヶ畑村、二俣村、小桑村、佐野村、安養寺村、野中村
  - 下佐濃村 ← 円頓寺村、長野村、坂谷村、竹藤村、女布村、丸山村、永留村、郷村
  - 田村 ← 壱分村、大井村、三原村、関村、三分村、平田村
  - 神野村 ← 甲山村、神崎村、浦明村、鹿野村
  - 湊村 ← 葛野村、湊宮村、大向村、蒲井村
- 明治27年（1894年）11月24日 - 久美浜村が町制施行して久美浜町となる。（1町8村）
- 明治32年（1899年）7月1日 - 郡制を施行。
- 明治35年（1902年）4月1日 - 熊野郡立農林学校（のちの京都府立久美浜高等学校）が開校。
- 大正12年（1923年）4月1日 - 郡会が廃止。郡役所は存続。
- 大正15年（1926年）7月1日 - 郡役所が廃止。以降は地域区分名称となる。
- 昭和26年（1951年）
  - 1月1日 - 上佐濃村・下佐濃村が合併して佐濃村が発足。（1町7村）
  - 4月1日 - 久美谷村が久美浜町に編入。（1町6村）
- 昭和30年（1955年）1月1日 - 久美浜町・川上村・海部村・田村・神野村・湊村が合併し、改めて久美浜町が発足。（1町1村）
- 昭和33年（1958年）5月3日 - 佐濃村が久美浜町に編入。（1町）
- 平成16年（2004年）4月1日 - 久美浜町が中郡峰山町・大宮町・竹野郡網野町・丹後町・弥栄町と合併して京丹後市が発足。同日熊野郡消滅。

### 変遷表
| 明治以前 | 明治22年 4月1日 町村制施行 | 明治22年 - 大正15年            | 昭和元年 - 昭和29年           | 昭和30年 - 昭和64年           | 平成元年 - 現在         | 現在     |
| -------- | -------------------------- | ------------------------------ | ----------------------------- | ----------------------------- | ----------------------- | -------- |
| 久美浜村 | 久美浜村                   | 明治27年11月24日 町制 久美浜町 | 久美浜町                      | 昭和30年1月1日 久美浜町       | 平成16年4月1日 京丹後市 | 京丹後市 |
| 神谷村   | 久美谷村                   | 久美谷村                       | 昭和26年4月1日 久美浜町に編入 | 昭和30年1月1日 久美浜町       | 平成16年4月1日 京丹後市 | 京丹後市 |
| 河梨村   | 久美谷村                   | 久美谷村                       | 昭和26年4月1日 久美浜町に編入 | 昭和30年1月1日 久美浜町       | 平成16年4月1日 京丹後市 | 京丹後市 |
| 口馬地村 | 久美谷村                   | 久美谷村                       | 昭和26年4月1日 久美浜町に編入 | 昭和30年1月1日 久美浜町       | 平成16年4月1日 京丹後市 | 京丹後市 |
| 奥馬地村 | 久美谷村                   | 久美谷村                       | 昭和26年4月1日 久美浜町に編入 | 昭和30年1月1日 久美浜町       | 平成16年4月1日 京丹後市 | 京丹後市 |
| 三谷村   | 久美谷村                   | 久美谷村                       | 昭和26年4月1日 久美浜町に編入 | 昭和30年1月1日 久美浜町       | 平成16年4月1日 京丹後市 | 京丹後市 |
| 栃谷村   | 久美谷村                   | 久美谷村                       | 昭和26年4月1日 久美浜町に編入 | 昭和30年1月1日 久美浜町       | 平成16年4月1日 京丹後市 | 京丹後市 |
| 市野々村 | 川上村                     | 川上村                         | 川上村                        | 昭和30年1月1日 久美浜町       | 平成16年4月1日 京丹後市 | 京丹後市 |
| 布袋野村 | 川上村                     | 川上村                         | 川上村                        | 昭和30年1月1日 久美浜町       | 平成16年4月1日 京丹後市 | 京丹後市 |
| 畑村     | 川上村                     | 川上村                         | 川上村                        | 昭和30年1月1日 久美浜町       | 平成16年4月1日 京丹後市 | 京丹後市 |
| 金谷村   | 川上村                     | 川上村                         | 川上村                        | 昭和30年1月1日 久美浜町       | 平成16年4月1日 京丹後市 | 京丹後市 |
| 市場村   | 川上村                     | 川上村                         | 川上村                        | 昭和30年1月1日 久美浜町       | 平成16年4月1日 京丹後市 | 京丹後市 |
| 出角村   | 川上村                     | 川上村                         | 川上村                        | 昭和30年1月1日 久美浜町       | 平成16年4月1日 京丹後市 | 京丹後市 |
| 須田村   | 川上村                     | 川上村                         | 川上村                        | 昭和30年1月1日 久美浜町       | 平成16年4月1日 京丹後市 | 京丹後市 |
| 新庄村   | 川上村                     | 川上村                         | 川上村                        | 昭和30年1月1日 久美浜町       | 平成16年4月1日 京丹後市 | 京丹後市 |
| 橋爪村   | 海部村                     | 海部村                         | 海部村                        | 昭和30年1月1日 久美浜町       | 平成16年4月1日 京丹後市 | 京丹後市 |
| 海士村   | 海部村                     | 海部村                         | 海部村                        | 昭和30年1月1日 久美浜町       | 平成16年4月1日 京丹後市 | 京丹後市 |
| 油池村   | 海部村                     | 海部村                         | 海部村                        | 昭和30年1月1日 久美浜町       | 平成16年4月1日 京丹後市 | 京丹後市 |
| 坂井村   | 海部村                     | 海部村                         | 海部村                        | 昭和30年1月1日 久美浜町       | 平成16年4月1日 京丹後市 | 京丹後市 |
| 友重村   | 海部村                     | 海部村                         | 海部村                        | 昭和30年1月1日 久美浜町       | 平成16年4月1日 京丹後市 | 京丹後市 |
| 品田村   | 海部村                     | 海部村                         | 海部村                        | 昭和30年1月1日 久美浜町       | 平成16年4月1日 京丹後市 | 京丹後市 |
| 新谷村   | 海部村                     | 海部村                         | 海部村                        | 昭和30年1月1日 久美浜町       | 平成16年4月1日 京丹後市 | 京丹後市 |
| 芦原村   | 海部村                     | 海部村                         | 海部村                        | 昭和30年1月1日 久美浜町       | 平成16年4月1日 京丹後市 | 京丹後市 |
| 島村     | 海部村                     | 海部村                         | 海部村                        | 昭和30年1月1日 久美浜町       | 平成16年4月1日 京丹後市 | 京丹後市 |
| 谷村     | 海部村                     | 海部村                         | 海部村                        | 昭和30年1月1日 久美浜町       | 平成16年4月1日 京丹後市 | 京丹後市 |
| 壱分村   | 田村                       | 田村                           | 田村                          | 昭和30年1月1日 久美浜町       | 平成16年4月1日 京丹後市 | 京丹後市 |
| 大井村   | 田村                       | 田村                           | 田村                          | 昭和30年1月1日 久美浜町       | 平成16年4月1日 京丹後市 | 京丹後市 |
| 三原村   | 田村                       | 田村                           | 田村                          | 昭和30年1月1日 久美浜町       | 平成16年4月1日 京丹後市 | 京丹後市 |
| 関村     | 田村                       | 田村                           | 田村                          | 昭和30年1月1日 久美浜町       | 平成16年4月1日 京丹後市 | 京丹後市 |
| 三分村   | 田村                       | 田村                           | 田村                          | 昭和30年1月1日 久美浜町       | 平成16年4月1日 京丹後市 | 京丹後市 |
| 平田村   | 田村                       | 田村                           | 田村                          | 昭和30年1月1日 久美浜町       | 平成16年4月1日 京丹後市 | 京丹後市 |
| 甲山村   | 神野村                     | 神野村                         | 神野村                        | 昭和30年1月1日 久美浜町       | 平成16年4月1日 京丹後市 | 京丹後市 |
| 神崎村   | 神野村                     | 神野村                         | 神野村                        | 昭和30年1月1日 久美浜町       | 平成16年4月1日 京丹後市 | 京丹後市 |
| 浦明村   | 神野村                     | 神野村                         | 神野村                        | 昭和30年1月1日 久美浜町       | 平成16年4月1日 京丹後市 | 京丹後市 |
| 鹿野村   | 神野村                     | 神野村                         | 神野村                        | 昭和30年1月1日 久美浜町       | 平成16年4月1日 京丹後市 | 京丹後市 |
| 葛野村   | 湊村                       | 湊村                           | 湊村                          | 昭和30年1月1日 久美浜町       | 平成16年4月1日 京丹後市 | 京丹後市 |
| 湊宮村   | 湊村                       | 湊村                           | 湊村                          | 昭和30年1月1日 久美浜町       | 平成16年4月1日 京丹後市 | 京丹後市 |
| 大向村   | 湊村                       | 湊村                           | 湊村                          | 昭和30年1月1日 久美浜町       | 平成16年4月1日 京丹後市 | 京丹後市 |
| 蒲井村   | 湊村                       | 湊村                           | 湊村                          | 昭和30年1月1日 久美浜町       | 平成16年4月1日 京丹後市 | 京丹後市 |
| 尉ヶ畑村 | 上佐濃村                   | 上佐濃村                       | 昭和26年1月1日 佐濃村         | 昭和33年5月3日 久美浜町に編入 | 平成16年4月1日 京丹後市 | 京丹後市 |
| 二俣村   | 上佐濃村                   | 上佐濃村                       | 昭和26年1月1日 佐濃村         | 昭和33年5月3日 久美浜町に編入 | 平成16年4月1日 京丹後市 | 京丹後市 |
| 小桑村   | 上佐濃村                   | 上佐濃村                       | 昭和26年1月1日 佐濃村         | 昭和33年5月3日 久美浜町に編入 | 平成16年4月1日 京丹後市 | 京丹後市 |
| 佐野村   | 上佐濃村                   | 上佐濃村                       | 昭和26年1月1日 佐濃村         | 昭和33年5月3日 久美浜町に編入 | 平成16年4月1日 京丹後市 | 京丹後市 |
| 安養寺村 | 上佐濃村                   | 上佐濃村                       | 昭和26年1月1日 佐濃村         | 昭和33年5月3日 久美浜町に編入 | 平成16年4月1日 京丹後市 | 京丹後市 |
| 野中村   | 上佐濃村                   | 上佐濃村                       | 昭和26年1月1日 佐濃村         | 昭和33年5月3日 久美浜町に編入 | 平成16年4月1日 京丹後市 | 京丹後市 |
| 円頓寺村 | 下佐濃村                   | 下佐濃村                       | 昭和26年1月1日 佐濃村         | 昭和33年5月3日 久美浜町に編入 | 平成16年4月1日 京丹後市 | 京丹後市 |
| 長野村   | 下佐濃村                   | 下佐濃村                       | 昭和26年1月1日 佐濃村         | 昭和33年5月3日 久美浜町に編入 | 平成16年4月1日 京丹後市 | 京丹後市 |
| 坂谷村   | 下佐濃村                   | 下佐濃村                       | 昭和26年1月1日 佐濃村         | 昭和33年5月3日 久美浜町に編入 | 平成16年4月1日 京丹後市 | 京丹後市 |
| 竹藤村   | 下佐濃村                   | 下佐濃村                       | 昭和26年1月1日 佐濃村         | 昭和33年5月3日 久美浜町に編入 | 平成16年4月1日 京丹後市 | 京丹後市 |
| 女布村   | 下佐濃村                   | 下佐濃村                       | 昭和26年1月1日 佐濃村         | 昭和33年5月3日 久美浜町に編入 | 平成16年4月1日 京丹後市 | 京丹後市 |
| 丸山村   | 下佐濃村                   | 下佐濃村                       | 昭和26年1月1日 佐濃村         | 昭和33年5月3日 久美浜町に編入 | 平成16年4月1日 京丹後市 | 京丹後市 |
| 永留村   | 下佐濃村                   | 下佐濃村                       | 昭和26年1月1日 佐濃村         | 昭和33年5月3日 久美浜町に編入 | 平成16年4月1日 京丹後市 | 京丹後市 |
| 郷村     | 下佐濃村                   | 下佐濃村                       | 昭和26年1月1日 佐濃村         | 昭和33年5月3日 久美浜町に編入 | 平成16年4月1日 京丹後市 | 京丹後市 |

## 行政
歴代郡長
| 代 | 氏名 | 就任年月日                | 退任年月日                | 備考                   |
| -- | ---- | ------------------------- | ------------------------- | ---------------------- |
| 1  |      | 明治11年（1879年）4月10日 |                           |                        |
|    |      |                           | 大正15年（1926年）6月30日 | 郡役所廃止により、廃官 |